# Isla Buss
Isla Buss es el nombre dado a una isla fantasma supuesta en el Atlántico Norte.
Durante la tercera expedición de Martin Frobisher en septiembre de 1578 los marineros que iban al bordo del navío Emmanuel cuyo capitán era Richard Newton dijeron haber avistado una isla entre Islandia y la, también fantasmática, Frislandia, esto es hacia la latitud de los 57°N (la ubicación de una longitud o meridiano era en esa época muy imprecisa).
La supuesta isla fue denominada según el nombre entonces utilizado por los ingleses para un tipo de chalupa, una buss, busse o bridgewater (puente-de-agua). Se supone como muy probable que Martin Frobisher y sus acompañantes confundieron a Groenlandia con la supuesta "Frislandia" y a la isla de Baffin con Groenlandia quizás por los espejismos que se producen desde Groenlandia (a los 62°n), luego, tras el retorno del navío Emmanuel a puertos ingleses se habrían producido errores de cálculo que dieron lugar a la inserción de los mapas de la época (siglo XVI) de la llamada isla Buss.
En 1671 un tal Thomas Shepar declaró haber explorado y cartografiado a la isla Buss la cual apareció en los mapas hasta el siglo XIX.